# Тетяново
Тетяново (мар. Тьотянсола) — деревня в Горномарийском районе Марий Эл Российской Федерации. Входит в состав Виловатовского сельского поселения.
Численность населения — 84 чел. (2010 год).

## География
Располагается на левом берегу реки Большая Сундырка в 7,5 км от административного центра сельского поселения — села Виловатово.

## История
Впервые упоминается как выселок Лепетов из деревни Виноватый Враг в 1795 году. С 1866 года в деревне Тетяново находилось волостное правление Виловатовражской волости. В 1931 году в деревне был организован колхоз «Новострой».

## Население
| 2002 | 2010 |
| ---- | ---- |
| 65   | ↗84  |